# Emmy Krüger

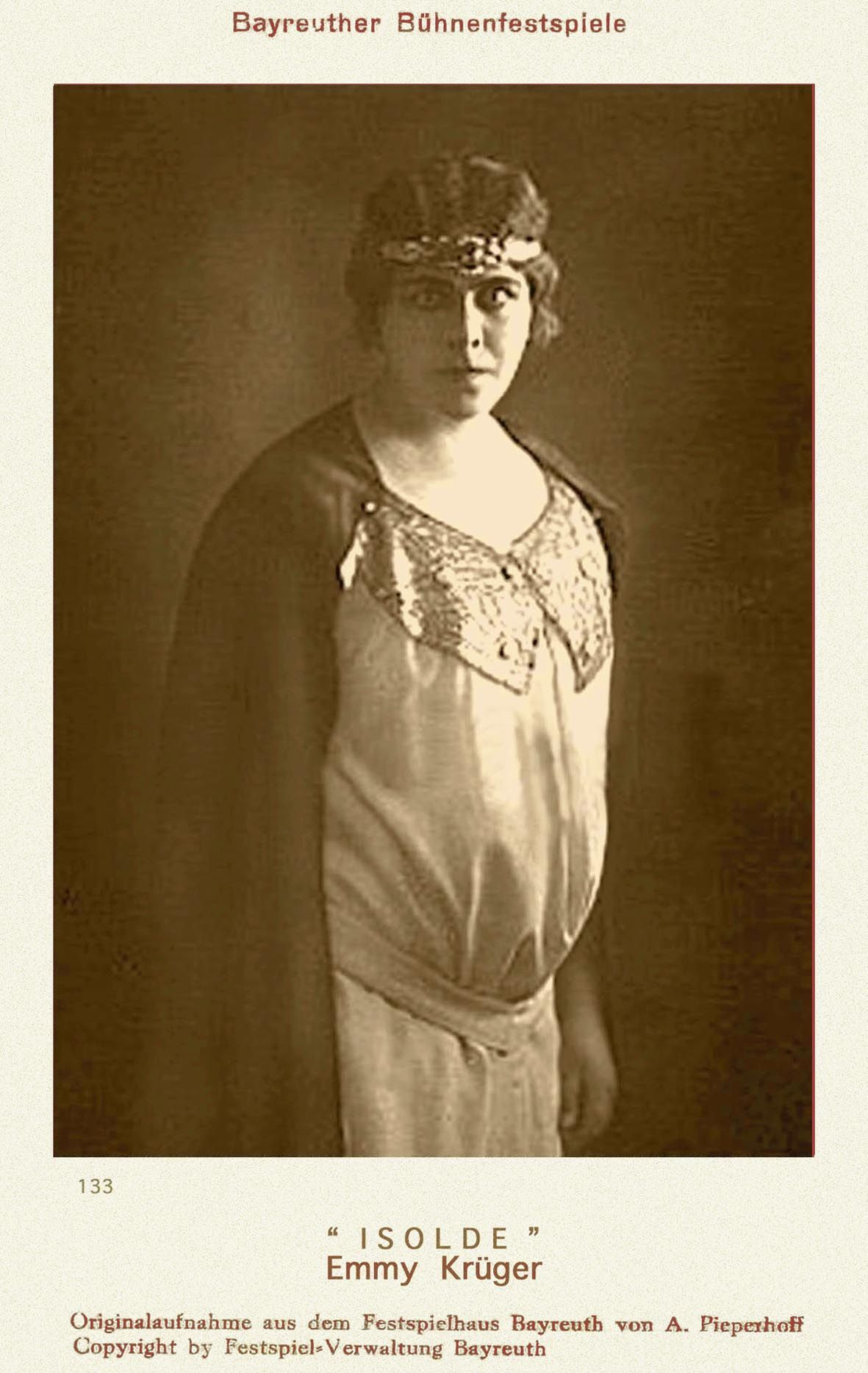
Emmy Krüger (Isolde, 1927)

Emmy Krüger (* 27. Januar 1886 in Bad Homburg vor der Höhe; † 13. März 1976 in Zürich) war eine deutsche Opernsängerin (Sopran).

## Leben
Emmy Krüger besuchte das Raff-Konservatorium in Frankfurt am Main und erhielt Unterricht von Lilli Lehmann in Berlin. Ihre Karriere begann sie 1910 am Stadttheater Zürich, dem sie bis 1914 angehörte.
Am Opernhaus Leipzig trat sie am 11. Juni 1914 in der Uraufführung der Oper Don Juans letztes Abenteuer von Paul Graener auf und folgte im gleichen Jahr einem Ruf an die Hofoper München, an der sie bis 1919 erfolgreich wirkte. Dort sang sie am 28. März 1916 bei der Uraufführung von Korngolds Violanta die Titelrolle. In einer weiteren Uraufführung übernahm sie am 12. Juni 1917 die Rolle des Silla in der Oper Palestrina von Hans Pfitzner, die am Prinzregententheater in München stattfand.

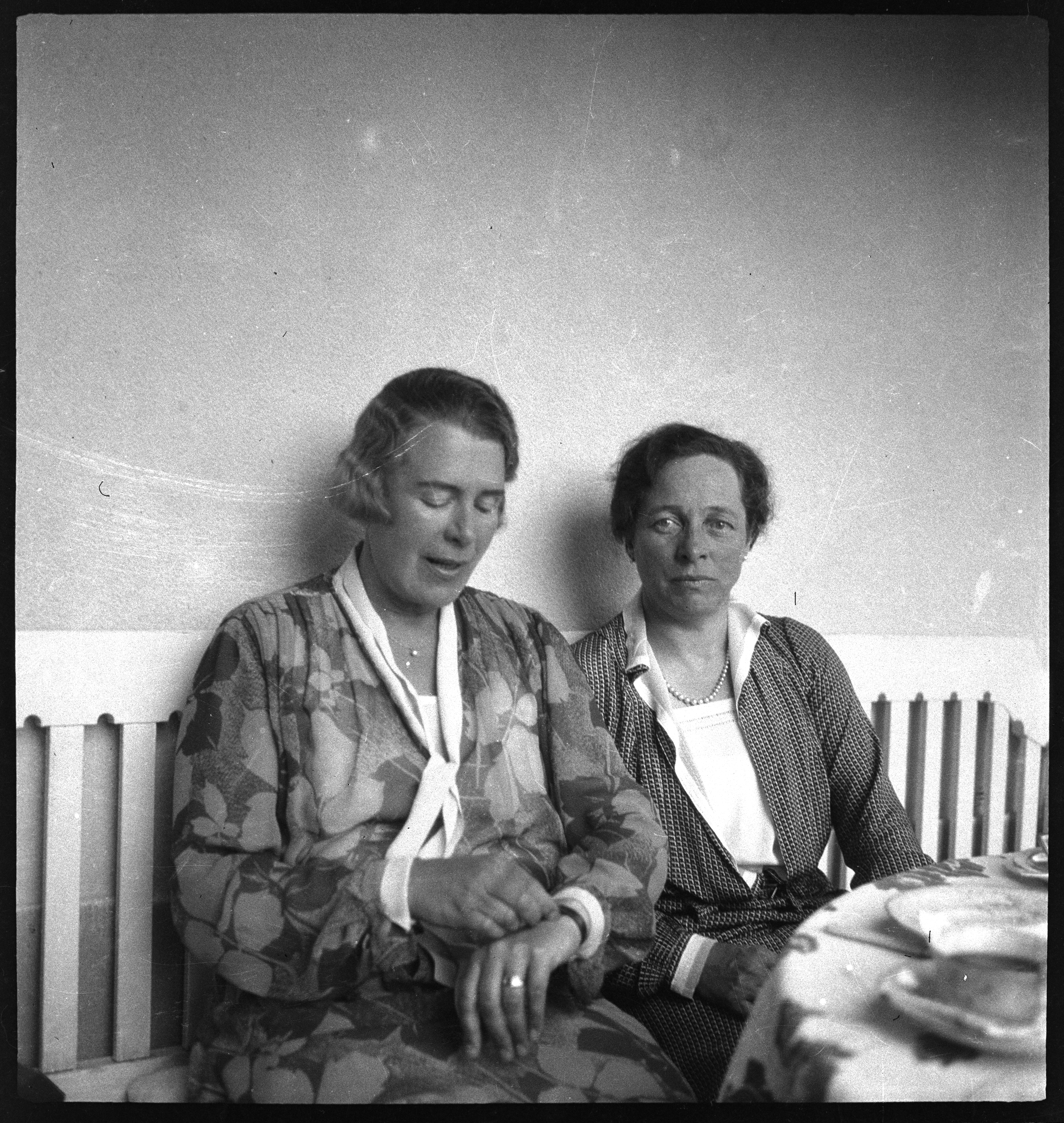
Emmy Krüger (links) mit Renée Schwarzenbach-Wille in 1933
Foto: Annemarie Schwarzenbach

Emmy Krüger war von 1919 bis 1920 an der Oper des Hamburger Stadttheaters engagiert, wo sie anschließend noch bis 1922 regelmäßig tätig war. Nach einem weiteren Engagement von 1920 bis 1921 an der Wiener Staatsoper, an der sie 1922 Mitglied wurde, übernahm sie nur noch Gastrollen. Sie profilierte sich als führende Vertreterin des hochdramatischen Faches und erlangte als Wagner-Interpretin Bedeutung. Von 1924 bis 1930 gastierte sie bei den Bayreuther Festspielen, wo sie 1924 und 1925 als Kundry in Parsifal, 1927 als „Isolde“ in Tristan und Isolde und 1930 als „Sieglinde“ in Die Walküre zu hören war.
Sie unternahm 1924 eine große USA-Tournee, trat im Konzertsaal in Scheveningen auf und sang 1929 die Partie der „Sieglinde“ am Théâtre des Champs-Élysées in Paris.
Von 1937 bis 1944 lehrte sie an der Staatlichen Akademie der Tonkunst München und leitete von 1949 bis 1952 eine Opernschule in Zürich.
Die Karriere der Sängerin ist durch Gastspiele und insbesondere durch Konzertauftritte in den europäischen Musikmetropolen gekennzeichnet und sie setzte sich besonders für das Liedschaffen des Schweizer Komponisten Othmar Schoeck ein.
Emmy Krüger gab 1931 ihren Rücktritt von der Bühne bekannt. 1937 wurde sie an der Akademie der Tonkunst in München Nachfolgerin von Anna Bahr-Mildenburg als Leiterin der Opernklasse und lebte später als Gesanglehrerin in Horgen am Zürichsee. Von 1945 bis 1950 lebte sie in Ancona, ehe sie wieder nach Zürich zurückkehrte.
Im Frühjahr 1965 war beim Schweizerische Radio- und Fernsehgesellschaft die 3-teilige Fernsehdokumentation Emmy Krüger erzählt zu den Themen Jugendjahre; Erfolge und Enttäuschungen und Höhepunkt und Verzicht mit ihr zu sehen.
Im Spätsommer 1970 war Emmy Krüger Gast bei Roswita Schmalenbach im SRF Radio und erzählte u. a., wie sie sich als Kind als Felicitas Mendelssohn ausgegeben hatte und ihre Karriere als Sängerin, aber auch über ihren Abschied von der Bühne und dass sie es als größten Fehler im Leben ansehe nie Plattenaufnahmen gemacht zu haben, auch wenn ihr Wirken in eine Zeit fiel, in der bereits Tonaufnahmen angefertigt wurden, darunter von Sängern, die von weit geringerer Bedeutung waren.

## Repertoire (Auswahl)
- „Eglantine von Puiset“ in Euryanthe von Carl Maria von Weber
- „Brünnhilde“ in Der Ring des Nibelungen (Die Walküre, Siegfried und Götterdämmerung) von Richard Wagner
- „Amneris“ und „Aida“ in Aida von Giuseppe Verdi
- „Eboli“ in Don Carlos von Giuseppe Verdi
- „Santuzza“ in Cavalleria rusticana von Pietro Mascagni
- „Carmen“ in Carmen von Georges Bizet
- „Selica“ in L’Africaine von Giacomo Meyerbeer
- „Hilde“ in Der arme Heinrich von Hans Pfitzner
- „Alaine de l’Estoile“ in Revolutionshochzeit von Eugen d’Albert
- „Dalila“ in Samson et Dalila von Camille Saint-Saëns
- „Leonore“ in Fidelio von Ludwig van Beethoven
- „Ortrud“ in Lohengrin von Richard Wagner
- „Octavian“ in Der Rosenkavalier von Richard Strauss